# Prez (Ardenas)
Prez é uma comuna francesa na região administrativa de Grande Leste, no departamento das Ardenas. Estende-se por uma área de 12,4 km².